# Vrelo (miasto Nisz)
Vrelo (cyr. Врело) – wieś w Serbii, w okręgu niszawskim, w mieście Nisz. W 2011 roku liczyła 225 mieszkańców.